# Pheidole punctithorax
Pheidole punctithorax är en myrart som beskrevs av Borgmeier 1929. Pheidole punctithorax ingår i släktet Pheidole och familjen myror. Inga underarter finns listade i Catalogue of Life.